# Auerstedt
Auerstedt là một đô thị thuộc huyện Weimarer Land, bang Thüringen, Đức. Đô thị này có diện tích 8,48 km², dân số thời điểm 31 tháng 12 năm 2006 là 480 người.